# Brechen
Brechen est une municipalité allemande située dans l'arrondissement de Limbourg-Weilbourg et dans le land de la Hesse.

## Subdivisions
Depuis 1971, les anciennes communes suivantes ont été regroupées au sein de Brechen :
- Niederbrechen,
- Oberbrechen,
- Werschau.